# برونو (لاعب كرة قدم مواليد 1984)
برونو فرنانديز داس دوريس دي سوزا (بالبرتغالية: Bruno Fernandes de Souza) (من مواليد 23 ديسمبر 1984 في ريبيراو داس نيفيس، ميناس جرايس) المعروف باسم برونو هو لاعب كرة قدم محترف سابق في البرازيل.
في عام 2010 وجهت إليه تهمة الاعتداء والتعذيب والقتل على صديقته خارج نطاق الزواج والدة طفله الأصغر. في عام 2013 أُدين بأنه أمر بقتلها وقام بإخفاء الجثة وخطف ابنه الرضيع وبالتالي حُكم عليه بالسجن لمدة 22 عام ولكن في فبراير 2017 أُطلق سراحه في انتظار الاستئناف. في أبريل 2017 أمرت المحكمة العليا في البرازيل بإعادة اعتقاله.

## المسيرة الرياضية

### كورينثيانز
في عام 2006 وقع برونو مع شركة ميديا سبورتس إنفستمنتس ليتولوا إدارته حيث دارت الإشاعات بأنه على وشك التوقيع مع أتلتيكو مينيرو مقابل 2 مليون يورو بالإضافة إلى 15٪ على الصفقة المستقبلية. قرر في النهاية التوقيع لصالح كورينثيانز شريك شركة ميديا سبورتس إنفستمنتس. ومع ذلك بعد رفض المدرب إيمرسون لياو إشراكه في المباريات مفضلا عليه ابن النادي مارسيلو فإن برونو أعير إلى فلامنجو.

### فلامينغو
في فريقه الجديد وصل برونو في نفس الأسبوع الذي تعرض فيه دييغو حارس المرمى الأول للفريق في ذلك الوقت للإصابة. أصبح برونو حارس المرمى الأول للفريق. قام بعمله في مباراة ضد إنترناسيونال ثم قدم بعض العروض المثيرة للإعجاب مما عزز موقعه في التشكيلة الأساسية لبقية الموسم. في عام 2007 أصبح معشوق الجماهير لعروضه الرائعة خاصة في ركلات الترجيح وذلك من خلال صد ثلاث ركلات جزاء في نهائيات بطولة كاريوكا 2007 ضد بوتافوجو مما ساعد فلامنغو في أن يصبح بطلاً. طوال العام كان هناك تكهنات بأن برونو سيغادر إلى أوروبا مع رغبة الشركة في الاستفادة منه وارتبط بالانتقال إلى برشلونة الإسباني.
مقابل حوالي 3 ملايين يورو أبرم فلامنجو صفقة دائمة مع برونو في عام 2008 حيث فضل اللاعب البقاء في فلامينجو في المستقبل القريب. سجل برونو أول هدف احترافي له في 23 أبريل 2008 من ضربة حرة والتي قادت فريقه للفوز 2-0 على كورونيل بولونيسي في كوبا ليبرتادوريس. سجل برونو هدفه الثاني في 23 أكتوبر 2008 بركلة جزاء ضد كوريتيبا. سجل هدفه الثالث لصالح فلامنجو في 4 فبراير 2009 من ضربة حرة ضد ميسكويتا.
بعد اعتزال فابيو لوتشيانو في مايو 2009 أصبح برونو قائد الفريق. في 12 يوليو 2009 لعب برونو أمام ساو باولو مباراته المائة مع فلامنجو في الدرجة الأولى وانتهت المباراة بالتعادل 2-2.
هدفه الرابع هذه المرة من ركلة حرة كان لصالح فلامنجو في 26 مايو 2010 في مباراة كامبيوناتو برازيليرو التي خسرها 1-2 أمام فلومينينسي.
في يوليو 2010 أعلن فلامنجو أن النادي أوقف عقد برونو نتيجة التحقيق في جريمة القتل ولم يعد محامي النادي يدافع عنه.

### بوا إسبورت
في 10 مارس 2017 بعد وقت قصير من مغادرته السجن بانتظار الاستئناف وقع عقدًا مع بوا إيسبورت حتى 2019. نتيجة لذلك أنهى ثلاثة رعاة للنادي مركز القلب ونوتريندس للتغذية وماغسول شراكاتهم مع النادي.

### الإحصائيات
(Correct قالب:حسب)
| النادي          | الموسم  | الدوري | الدوري  | الدوري  | الدرجة الأولى | الدرجة الأولى | الدرجة الأولى | كأس البرازيل | كأس البرازيل | كأس البرازيل | كوبا ليبرتادوريس | كوبا ليبرتادوريس | كوبا ليبرتادوريس | كوبا سود أمريكانا | كوبا سود أمريكانا | كوبا سود أمريكانا | المجموع | المجموع | المجموع |
| النادي          | الموسم  | لعب    | الأهداف | الصناعة | لعب           | الأهداف       | الصناعة       | لعب          | الأهداف      | الصناعة      | لعب              | الأهداف          | الصناعة          | لعب               | الأهداف           | الصناعة           | لعب     | الأهداف | الصناعة |
| --------------- | ------- | ------ | ------- | ------- | ------------- | ------------- | ------------- | ------------ | ------------ | ------------ | ---------------- | ---------------- | ---------------- | ----------------- | ----------------- | ----------------- | ------- | ------- | ------- |
| أتلتيكو مينيرو  | 2005    | -      | -       | -       | 24            | 0             | 0             | -            | -            | -            | -                | -                | -                | -                 | -                 | -                 | 24      | 0       | 0       |
| أتلتيكو مينيرو  | 2006    | -      | -       | -       | 14            | 0             | 0             | 7            | 0            | 0            | -                | -                | -                | -                 | -                 | -                 | 21      | 0       | 0       |
| المجموع         | المجموع | -      | -       | -       | 38            | 0             | 0             | 7            | 0            | 0            | -                | -                | -                | -                 | -                 | -                 | 45      | 0       | 0       |
| كورينثيانز      | 2006    | -      | -       | -       | 0             | 0             | 0             | -            | -            | -            | -                | -                | -                | -                 | -                 | -                 | 0       | 0       | 0       |
| المجموع         | المجموع | -      | -       | -       | 0             | 0             | 0             | -            | -            | -            | -                | -                | -                | -                 | -                 | -                 | 0       | 0       | 0       |
| فلامنغو (إعارة) | 2006    | -      | -       | -       | 17            | 0             | 0             | -            | -            | -            | -                | -                | -                | -                 | -                 | -                 | 17      | 0       | 0       |
| فلامنغو (إعارة) | 2007    |        |         |         |               |               |               |              |              |              |                  |                  |                  |                   |                   |                   |         |         |         |
| المجموع         | المجموع | 66     | 1       | 0       | 134           | 2             | 0             | 6            | 0            | 0            | 25               | 1                | 1                | 2                 | 0                 | 0                 | 234     | 4       | 1       |

وفقا لمصادر مجتمعة على موقع فلامنجو الرسمي  فلايستاتيستيكا.
- في 2006 لعب برونو لصالح أتلتيكو مينيرو في الدرجة الثانية.

## الإنجازات

### الأندية
- فلامنغو
  - كأس غوانابارا (2): 2007 - 2008
  - كأس ريو (1): 2009
  - بطولة كاريوكا (3): 2007 - 2008 - 2009
  - الدوري البرازيلي الدرجة الأولى (1): 2009

## الجريمة، الاعتقال، الحبس
في 9 يونيو 2010 اختفت إليزا ساموديو عشيقة الرياضي السابقة. أثناء حملها ادعت أن برونو كان والد طفلها وهو ما يمكن أن يثبت بعد ولادة ابنها. عندما رفض دعم الطفل رفعت ساموديو دعوى قضائية ضد برونو في الوقت الذي كان يتم فيه التفاوض بشأن صفقة انتقال مربحة إلى إيه سي ميلان الإيطالي. بعد اختفاء ساموديو ظهر طفلها مع زوجة برونو. في يوليو 2010 أمر قاض برازيلي بالقبض على برونو. وقال ابن عم فرنانديز دي سوزا البالغ من العمر 17 عامًا للشرطة أنه شارك في اختطاف ساموديو مع صديقه لويس هنريك فيريرا روماو. وذكر أيضًا أن ساموديو ماتت لكنه لم يوضح كيف ماتت ولا مكان جسدها وأن برونو كان والد طفلها رغم زواجه. وعلّق فلامنجو عقده مع النادي ولم يعد محاموه يدافعون عن برونو بعد الآن. وفقًا لشريكه روماو حاول برونو الانتحار مرتين أثناء وجوده في السجن بانتظار بدء محاكمته لكن أمانة ريو دي جانيرو أنكرت أن برونو قد فعل ذلك وذكرت أنه أغمي عليه مرة واحدة بسبب انخفاض مستويات السكر في الدم.
في أواخر يوليو تم اتهامه رسميًا بالقتل والاختطاف وإخفاء جثة وتشكيل عصابة إجرامية (التآمر) وإفساد القاصرين. وفقا للشرطة ذكر ابن عم برونو المراهق أن جثة ساموديو قطعت وأطعمت بعض أجزائها للكلاب بينما تم دفن أجزاء أخرى تحت الخرسانة. اعترف برونو بتنظيم المؤامرة.
أدت القضية إلى نقاش في البرازيل بشأن سوء سلوك الرياضيين المحترفين والجريمة المتزايدة ضد المرأة.
في 8 مارس 2013 حُكم عليه بالسجن لمدة 22 عامًا بسبب الاعتداء والتعذيب والقتل على صديقته السابقة والدة طفله الأصغر.

### الإفراج وإعادة الاعتقال
في فبراير 2017 بعد أن قضى برونو ستة أعوام وسبعة أشهر فقط في السجن قدم محاموه التماسًا بإحضاره للمثول أمام المحكمة بسبب بطء إجراءات طلب الاستئناف. تم منح الالتماس من قبل وزير المحكمة الفيدرالية العليا ماركو أوريليو ميلو وأُفرج عن برونو من السجن بانتظار استئناف. بعد إطلاق سراحه تلقى برونو على الفور عددًا من عروض العقود وقبل عرض بوا إيسبورت. محاولة رفع والدة ساموديو دعوى تطالب فيه بعودة برونو إلى السجن لأنه يمثل تهديدًا لحفيدها غير ناجحة. في مقابلة إعلامية قال برونو:
في أبريل 2017 أمرت المحكمة العليا في البرازيل بإعادة اعتقاله لأن الفريق القانوني للدفاع نفسه كان يتحمل جزءًا من التأخير في استئنافه.
في 20 يوليو 2019 أصدرت المحكمة العليا بالبرازيل قرارًا بالإفراج عن برونو بعد قضائه أقل من نصف عقوبة سجنه التي تبلغ 22 عام. وقررت المحكمة أن يستكمل برونو باقي مدة حبسه تحت الإقامة الجبرية في منزله.

## وصلات خارجية
- برونو على موقع قاعدة بيانات كرة القدم.إي يو (الإنجليزية)
- برونو على موقع Soccerway.com (الإنجليزية)
- برونو على موقع عالم كرة القدم.نت (الإنجليزية)